# Hyperolius pictus
Hyperolius pictus là một loài ếch thuộc họ Hyperoliidae.
Loài này có ở Malawi, Tanzania, và Zambia.
Môi trường sống tự nhiên của chúng là đồng cỏ nhiệt đới hoặc cận nhiệt đới vùng đất cao, sông ngòi, đầm nước, đầm nước ngọt, đầm nước ngọt có nước theo mùa, đất canh tác, vùng đồng cỏ, vườn nông thôn, và ao.